# 猫と犬の関係

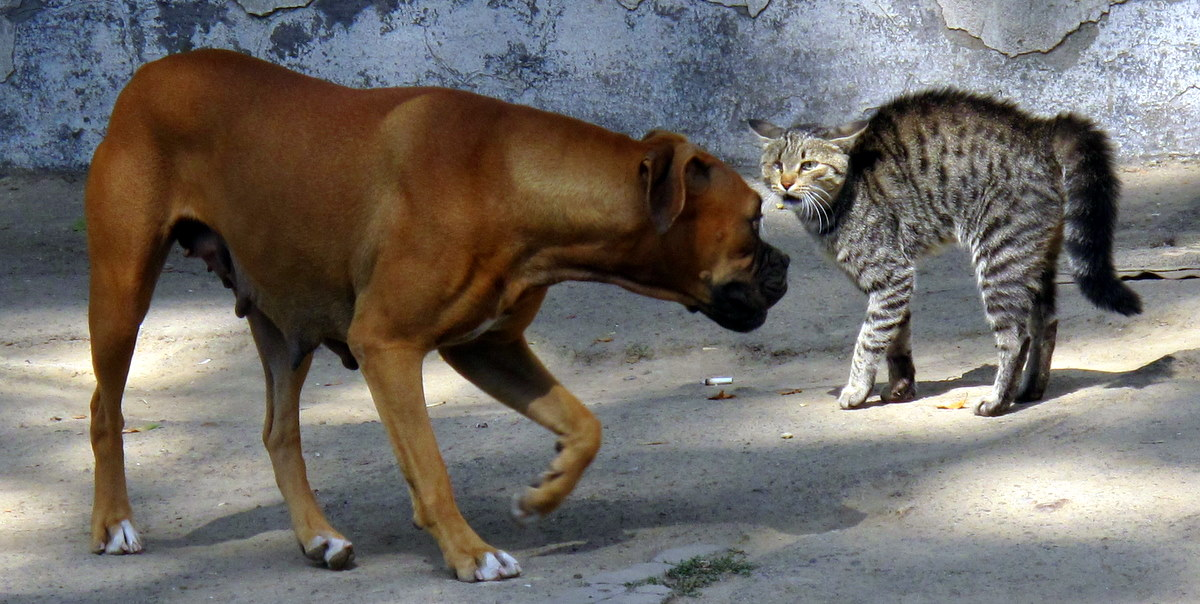
対峙している犬と猫。

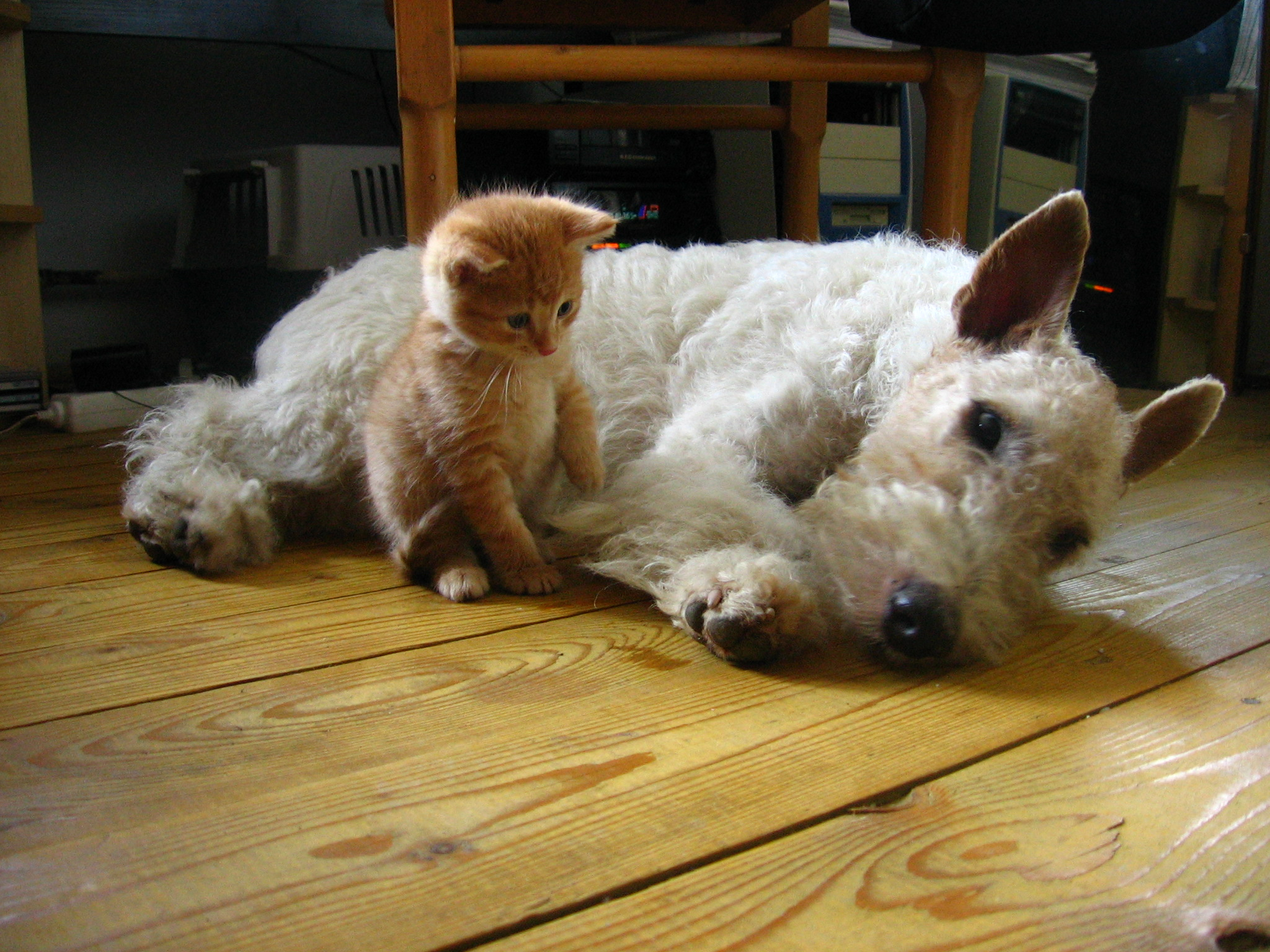
攻撃的でなく、互いに仲良くしている子猫と犬。

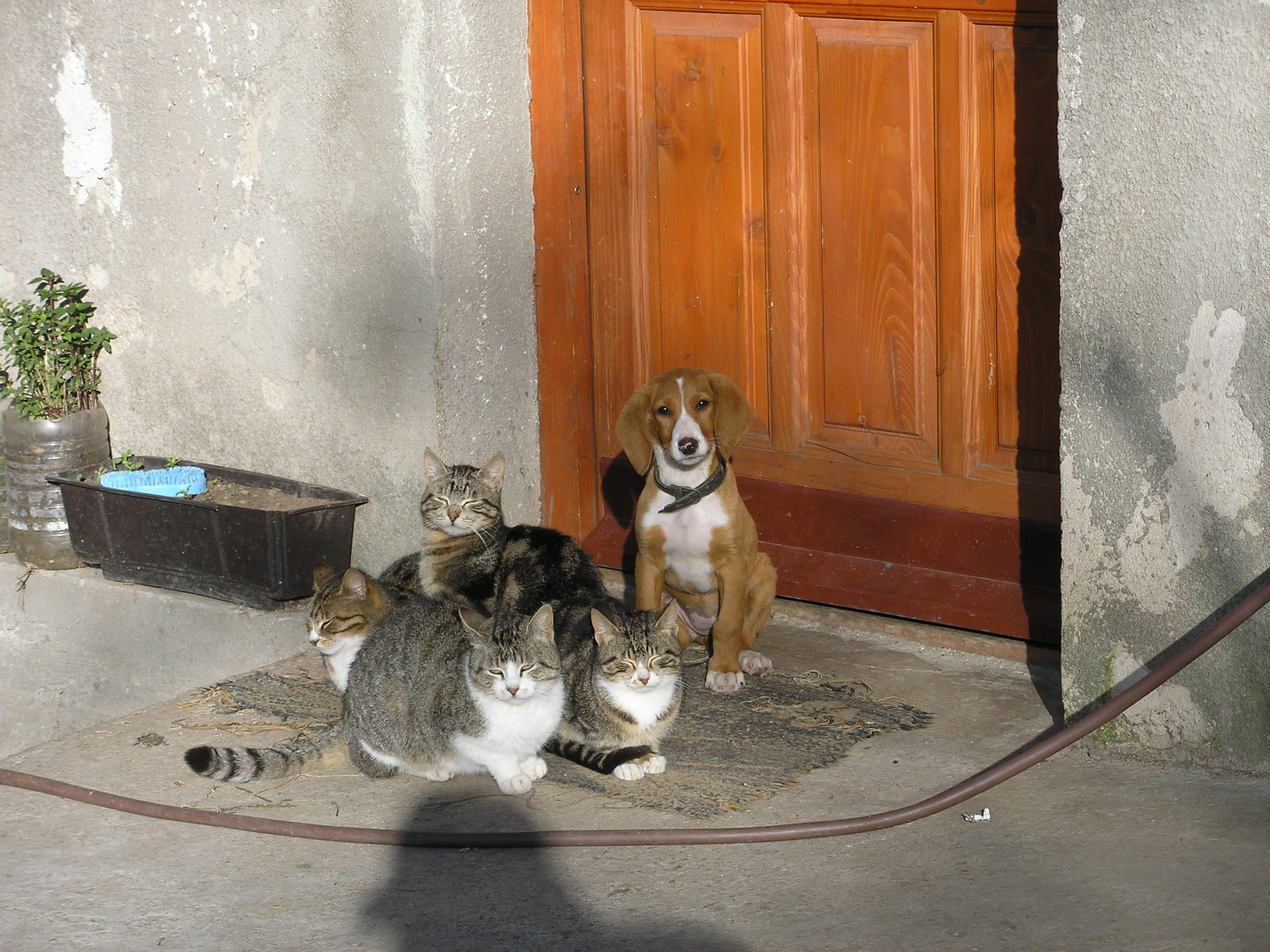
一緒に座る犬と猫。

本記事では猫と犬の関係（ねこといぬのかんけい）について記述する。
猫と犬にはさまざまな相互作用が存在する。各種の自然の本能は拮抗的な相互作用につながるが、ときたま個々の動物は、お互いに非攻撃的な関係を築くことができる。特に人間がそうした非攻撃的な行動を社会化する場合にできる。
一般的に攻撃的な種間の相互作用は、文化的な側面から指摘されている。犬と猫が適切に飼育され、飼い主からよく躾けられた場合には、犬と猫がお互いに良好な関係を築く傾向がある。

## 関係の範囲

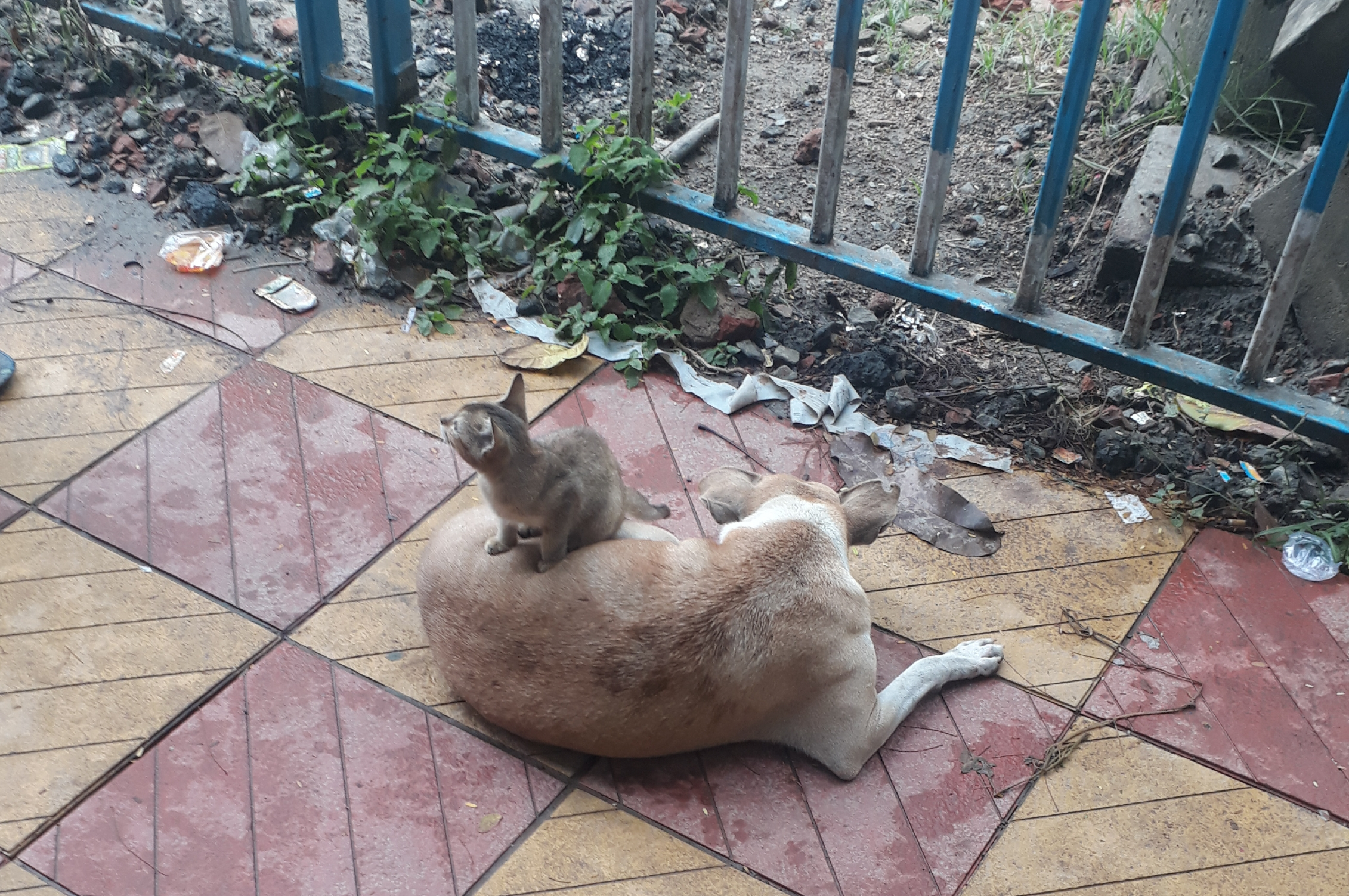
子猫が野犬の背中に座っている。

猫と犬がコミュニケーションを取るために使用する信号や行動は異なり、攻撃性・恐怖・優越感・友情・縄張りなどの信号が、他の種によって誤解されてしまう可能性がある。例えば、犬は逃げる小動物を追いかけるという本能を持っており、これは猫と共通している。ほとんどの猫は犬から逃げる行動をとるが、犬に向かって「シャー」と威嚇したり、背中を弓なりにして犬に攻撃をする猫もいる。また、猫に引っかかれたあとに猫を怖がるような犬もいる。
適切に社会化されていれば、猫と犬は拮抗的ではない関係を持っている可能性があり、猫と一緒に育てられた犬は、他の犬よりも猫の存在を好む傾向にあるといえる。しかし、長年一緒に生活してきた猫と犬にとっても、外部からの刺激や病気、遊びがエスカレートするなどして、攻撃的な反応に戻る可能性もある。

## 文化的影響
「猫と犬のように戦う」というフレーズは、2つの種の関係が拮抗するという自然な傾向を反映している。他のフレーズやことわざには、「犬が寄ってくるまでは猫が威張っている（The cat is mighty dignified until the dog comes by）」、「猫と犬はキスをするかもしれないが、良い友達ではない（The cat and dog may kiss, but are none the better friends）」などがある。トムとジェリーにおいては、猫のトムとブルドッグのスパイクの間に対立関係がある。

## 参照
- 犬
- ネコ